# Ore no ie no hanashi
Ore no ie no hanashi (俺の家の話?), noto anche con il titolo internazionale Story of My House, è una serie televisiva giapponese del 2021.

## Trama
In passato Juichi Miyama è stato un celebre wrestler, e per proseguire la carriera si era allontanato dalla propria famiglia; in realtà, l'unico suo desiderio era quello di ottenere il rispetto e l'approvazione del padre Jusaburo, una persona estremamente fredda; il proprio matrimonio è terminato con un divorzio dalla moglie Yuka, tuttavia suo figlio Hideo è estremamente benvoluto da Jusaburo.
Dopo che Jusaburo, il quale già iniziava a mostrare i primi sintomi della demenza senile, viene ritrovato quasi in fin di vita, l'intera famiglia si riunisce per discutere di come suddividere e occuparsi dell'ingente eredità; l'uomo mostra tuttavia la volontà di lasciare tutto quello che ha accumulato alla propria badante, la giovane e avvenente Sakura. I familiari intendono accusarla per circonvenzione di incapace, dato che su internet era "conosciuta" per avere compiuto atti simili ad altri tre precedenti anziani, tuttavia l'uomo continua a volerla avere al suo fianco. Juichi decide allora di iniziare ad occuparsi del padre a sua volta, e incidentalmente ciò porta a recuperare con lui un rapporto che riteneva essere perduto per sempre.